# 鸚鵡螺角
67°38′S 67°7′W / 67.633°S 67.117°W
鸚鵡螺角（英語：Nautilus Head）是南極洲的海岬，位於葛拉漢地的法利埃海岸，處於普爾夸帕島東北端，海拔高度975米，在1936年由英國探險隊繪入地圖，現時由南極條約體系管理。